# Spielgeld

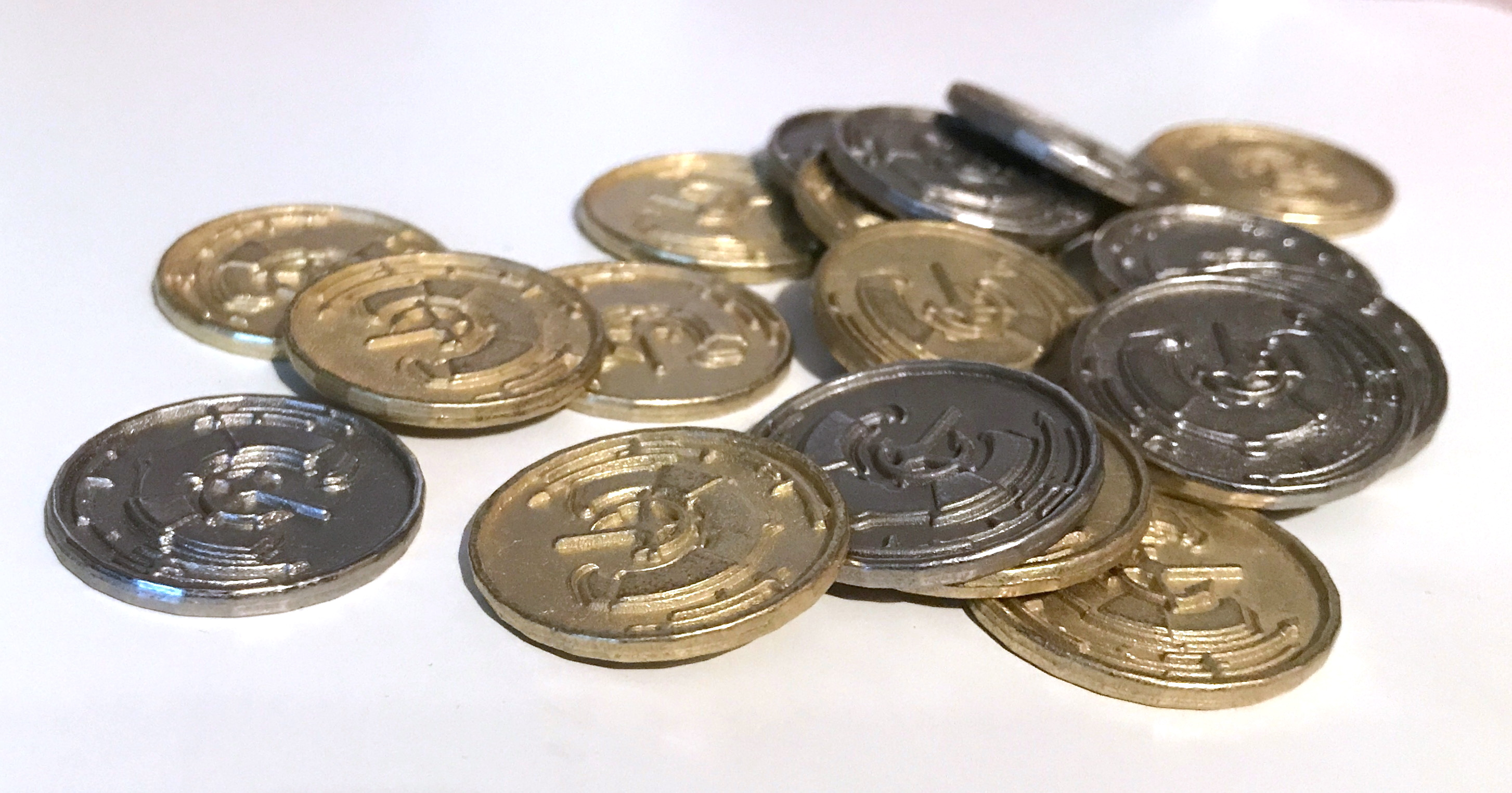
Münzen aus dem Spiel Century: Die Gewürzstraße

Spielgeld ist Geld, welches bei einem Spiel als Geldersatz verwendet wird.
Umgangssprachlich wird mit dem Ausdruck auch Geld bezeichnet, dessen Wert mangels Deckung fast gar nicht mehr oder gar nicht mehr vorhanden ist, oder das ein Spekulant in eine risikoreiche Anlageform investiert, wobei ihm ein eventueller Verlust weitgehend egal wäre.

## Näheres
Die Geldscheine sind meist aus farbig bedrucktem Papier, die Münzen in der Regel aus Kunststoff (auch Plastikgeld genannt), Pappe oder seltener auch aus Metall.
Inwieweit das Spielgeld echten Banknoten ähnlich sein dürfen, wird von Land zu Land unterschiedlich geregelt.

### Schweiz
Bei Spielgeld ist der Aufdruck «SPECIMEN» (dt.: «Probe»/«Muster») auf den Noten zwingend, dabei muss die Länge des Wortes mindestens 75 % und die Breite 15 % der Banknote ausmachen. Der Aufdruck kann weggelassen werden, sofern sie durch andere Merkmale (wie Größe etc.) klar von echten Noten unterschieden werden kann.

### Deutschland
In Deutschland darf Spielgeld laut einer gesetzlichen Verordnung dem tatsächlichen Geld in Form und Farbe und Bezeichnung in keiner Weise ähnlich sehen, bei Scheinen muss der Schriftzug „SPIELGELD“ aufgedruckt sein, um einer Verwechselungsgefahr vorzubeugen.
Je nach Darstellung des Spielgeldes ist der Aufdruck „SPIELGELD“ jedoch keineswegs zwingend, so zum Beispiel bei eindeutig als solches zu erkennendes Spielgeld anhand der Größe (winzige Scheinchen) oder des Materials (leichtes zerbrechliches Plastik bei Münzen). Zu berücksichtigen sind allerdings immer die Abbildungsvorschriften Euro Banknoten bzw. die Medaillenverordnung der Deutschen Bundesbank vom 27. März 2003, in denen es unter anderem heißt, dass Abbildungen von Euro-Banknoten und Banknoten fremder Währungsgebiete zu Werbe- und anderen Zwecken „nur in einer Form hergestellt oder verwendet werden, die die Gefahr einer Verwechslung mit echten Banknoten auf jeden Fall ausschließt. Banknotenabbildungen dürfen auch nicht so beschaffen sein, dass aus ihnen mit echtem Geld verwechselbare Papiere zusammengesetzt oder sonst wie hergestellt werden können.“

## Spezielle Bezeichnungen

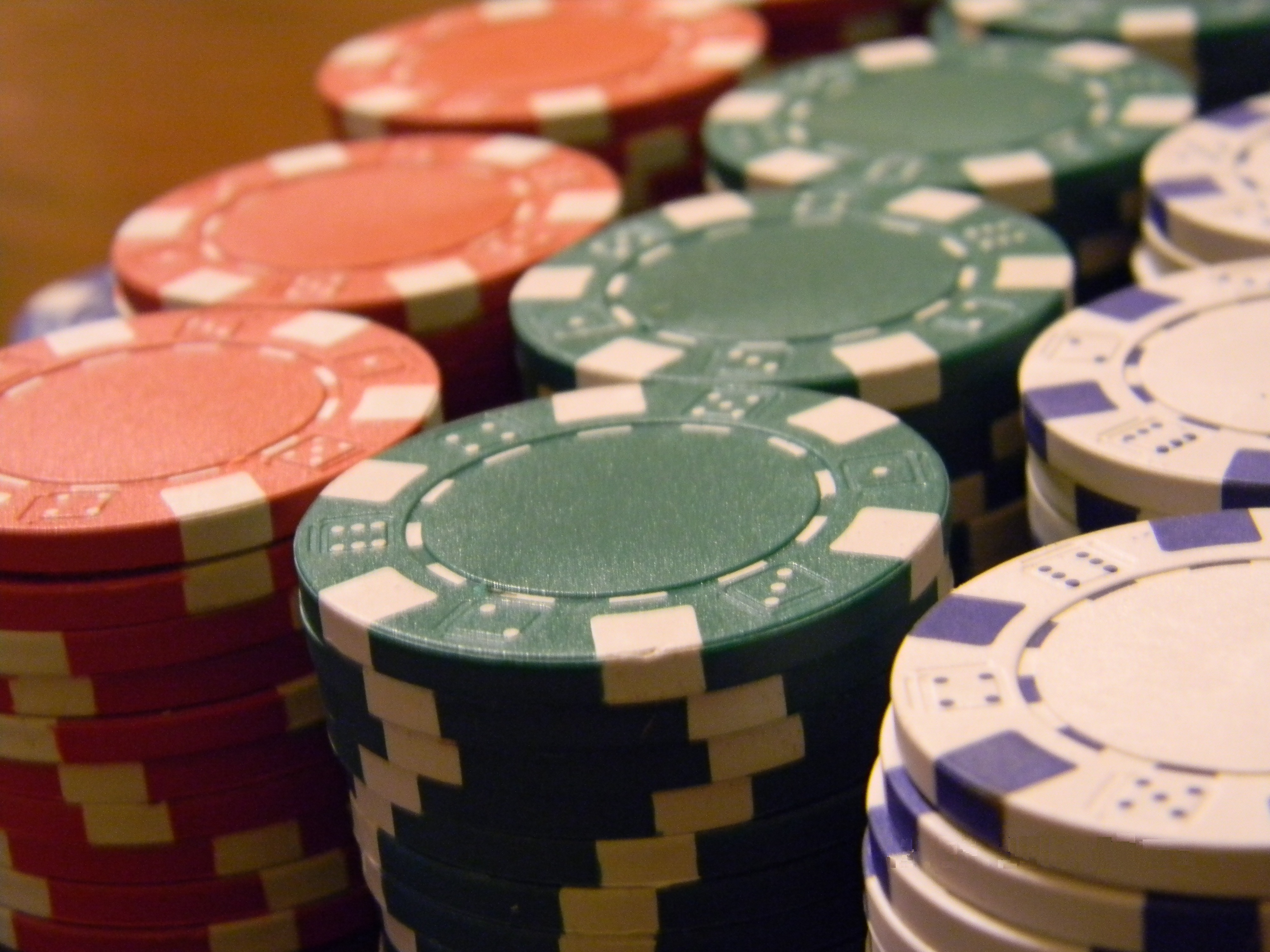
Jetons

1. In der Spielbank wird für das Spielgeld der Ausdruck Jeton verwendet. Man erwirbt die Jetons beim Eintritt und kann die nicht verspielten bzw. gewonnenen beim Verlassen des Gebäudes wieder in Geld umtauschen.
2. Banknotenimitate in Miniaturform, die z. B. für Kaufladenspiele ausgegeben werden, tragen auch die Bezeichnung Rechengeld, Kindergeld oder Kinderspielgeld.
3. Davon zu unterscheiden ist auch das Theatergeld, das für Bühnenzwecke oder Filmaufnahmen verwendet wird